# تئوری رنگ

تئوری رنگ در هنرهای تجسمی به یک راهنمای عملی برای بیان تأثیر ترکیب رنگ‌ها گفته می‌شود.

## دایره رنگ

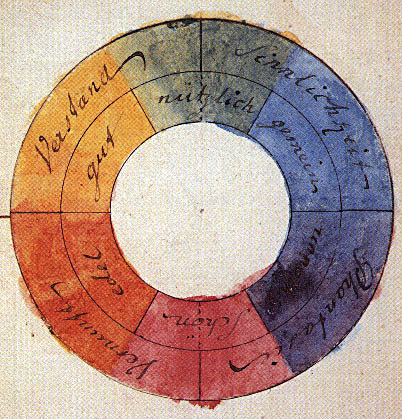
چرخه رنگ گوته در سال ۱۸۱۰ میلادی

یک دایره رنگ ابتدایی که در آن رنگ‌های قرمز، زرد و آبی وجود دارند، در واقع دایره رنگ سنتی در هنرهای تجسمی به‌شمار می‌آید. آیزاک نیوتون (به انگلیسی: Isaac Newton) در سال ۱۶۶۶ اولین نمودار رنگ دایره شکل را به وجود آورد. از آن زمان تا کنون، دانشمندان و هنرمندان به مطالعه و طراحی نمونه‌های متنوع و مختلف این مفهوم اولیه بوده‌اند.
اختلاف نظرهای متعدد دربارهٔ صحت و برتری یک چیدمان نسبت به دیگری، مدام موجب بروز مناقشاتی در این جمع شده ‌است؛ اما در حقیقت، هر دایره رنگی که ترتیب منطقی رنگ‌های خالص در آن رعایت شده باشد، موثق و قابل استفاده خواهد بود.  نیوتن رنگ ها را به عنوان ادراک انسان و نه کیفیت مطلق بلکه از طول موج های نور درک می کرد. با استفاده از منشورها و آینه ها، می توانست نواحی قرمز، سبز و آبی (RGB) رنگین کمان منعکس شده را برای ایجاد نور سفید ترکیب کند. 
در دایره رنگ، رنگ‌های اصلی و رنگ‌های مکمل وجود دارند. 
دایره رنگ، از رنگ‌های زرد، نارنجی، قرمز، صورتی، بنفش، نیلی، آبی آسمانی و سبز تشکیل شده است.
رنگ‌های مکمل روبروی هر رنگ قرار دارد؛ مثلا مکمل زرد، بنفش است.

## رنگ‌های اصلی
در تئوری رنگ سنتی، قرمز، زرد و آبی رنگ‌های اصلی هستند زیرا دانه‌های رنگی تشکیل دهنده آن‌ها از ترکیب هیچ رنگ دیگری به وجود نیامده و تمام رنگ‌های دیگر از ترکیبات مختلف این سه رنگ با یکدیگر به دست می‌آیند. تعیین رنگ های اصلی در دو دیدگاه متفاوت قرار دارند ، به عبارت دیگر اگر منظور ما از رنگ های اولیه در مورد حیطه نقاشی باشد، رنگ قرمز، زرد و آبی به عنوان primary color شناخته شده اند اما اگر در مورد فیزیک و نور صحبت می کنید، رنگ های اصلی قرمز، سبز و آبی هستند. به عبارت دیگر رنگ زرد، قرمز یا آبی که رنگ های اولیه نامیده می‌شوند فقط یک رنگدانه دارند یعنی اینکه آنها از ترکیب سایر رنگدانه ها ایجاد نشده اند.

## رنگ‌های فرعی یا ثانویه
بنفش و نارنجی و سبز رنگ‌هایی هستند که از ترکیب رنگ‌های اصلی با یکدیگر حاصل می‌شوند. محل قرارگیری هر رنگ ثانویه در دایره رنگ، بین دو رنگ اصلی تشکیل دهنده‌اش است.

## رنگ‌های ترکیبی
زرد-نارنجی، قرمز-نارنجی، قرمز-بنفش، آبی-بنفش، آبی-سبز و زرد-سبز، این رنگ‌ها از ترکیب یک رنگ اصلی با یک رنگ فرعی به وجود می‌آیند و در میان دو رنگ تشکیل دهنده خود قرار می‌گیرند.